# Ayrton Statie
Ayrton Statie Statie (Kralendijk, 22 luglio 1994) è un calciatore olandese, difensore dell'Achilles Veen e della nazionale di Curaçao.

## Caratteristiche tecniche
Terzino sinistro, può essere impiegato anche a centrocampo.

## Carriera

### Club
Comincia a giocare al vv Heeswijk. Nel 2004 passa alle giovanili del Den Bosch. Nel 2013 viene promosso in prima squadra. Il 7 gennaio 2016 si trasferisce all'Eindhoven. Il 9 luglio 2016 viene acquistato dal FC Oss.

### Nazionale
Ha debuttato in nazionale il 7 giugno 2016, in Curaçao-Isole Vergini americane (7-0). Nel 2017 viene inserito nella lista dei convocati per la Gold Cup 2017.